# Indicatif régional 775

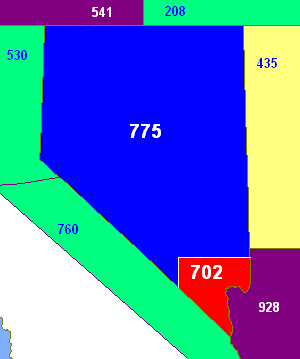
La carte indique les régions de l'État du Nevada desservies par les indicatifs régionaux 702 et 775.

 (mars 2023).
Si vous disposez d'ouvrages ou d'articles de référence ou si vous connaissez des sites web de qualité traitant du thème abordé ici, merci de compléter l'article en donnant les références utiles à sa vérifiabilité et en les liant à la section « Notes et références ».
L'indicatif régional 775 est l'indicatif téléphonique régional qui dessert la presque totalité de l'État du Nevada aux États-Unis, à l'exception de la ville de Las Vegas et la plus grande partie du territoire du comté de Clark qui sont desservies par l'indicatif 702.
L'indicatif régional 775 fait partie du Plan de numérotation nord-américain.